# Карађорђева смрт
Карађорђева смрт је југословенска телевизијска историјска драма из 1983. године. Режирао ју је Ђорђе Кадијевић, а сценарио је писао Данко Поповић. Ова ТВ драма је поводом 50 година РТС-а уврштена према оцени критичара и гледалаца 2008. године међу најбољих 10 драма снимљених у историји РТС-а.
Први пут је приказана преко ТВ Београд 23. јануара 1984, репризирана је на Другом програму исте телевизије 26. априла. ТВ Скопље ју је приказала 13. августа а ТВ Љубљана 24. септембра 1984.

## Улоге
| Глумац                   | Улога                          |
| ------------------------ | ------------------------------ |
| Марко Николић            | Карађорђе                      |
| Александар Берчек        | Милош Обреновић                |
| Павле Вуисић             | војвода Вујица Вулићевић       |
| Миодраг Радовановић      | Марашли Али-паша               |
| Горица Поповић           | кнегиња Љубица Обреновић       |
| Бора Тодоровић           | Наум                           |
| Миодраг Крстовић         | архимандрит Мелентије Павловић |
| Јован Јанићијевић Бурдуш | Драгић                         |
| Љубомир Ћипранић         | Стојадин                       |
| Мирослав Читаковић       | Џелат                          |
| Светозар Цветковић       | Тома Вучић-Перишић             |
| Бранислав Дамњановић     |                                |
| Милош Кандић             |                                |
| Дамњан Клашња            |                                |
| Тома Курузовић           | Јован                          |
| Предраг Милетић          |                                |
| Ненад Милосављевић       |                                |
| Јован Никчевић           |                                |
| Славољуб Плавшић Звонце  |                                |
| Рамиз Секић              | Ага                            |
| Љубо Шкиљевић            | Никола Новаковић Црногорац     |
| Миња Војводић            |                                |
| Љиљана Живановић         |                                |
| Владан Живковић          | Сима Милосављевић Паштрмац     |
| Ђорђе Кадијевић          | српски великаш на скупштини    |